# 内田洋行
株式会社内田洋行（うちだようこう、英: UCHIDA YOKO CO., LTD.）は、情報システム、教育システム、オフィス構築を手がける専門商社。特に情報分野は基盤事業であり、「ICT」「デザイン」「コンテンツ」を融合した独自のユビキタス関連事業を進める。

## 概要
事務用机、椅子、机、プレゼンテーション機器などの商品を取り扱う。商品単体で売るより空間を提供する、という企業理念があり、そのため情報システム環境のネットワーク構築や防災設備、業務上の要求や課題を解決するための手段や方法（ビジネスソリューション）の提供など副次的な事業に強みを持つ。また、最大手の学校教材商社としての側面も持ち、教育用ソフトウェア販売等の新規分野開拓も行っている。

## 歴史
- 1910年（明治43年）2月 - 満州（現・中国）大連市に測量製図器械、事務用品の満鉄御用商翠苔号を創立。
- 1917年（大正6年）3月 - 内田洋行に商号を統一。社名の｢内田」は創業者･内田小太郎の名にちなむ。「洋行」は、中国語で外資系の商店を意味する[3]。
- 1917年（大正6年）10月 - 国内で卸を開始。
- 1941年（昭和16年）5月 - 組織整備を行い、東京及び大阪に内田洋行を設立し、現在の当社の母体となる。
- 1945年（昭和20年）8月 - 終戦により外地における権益を一切喪失。
- 1946年（昭和21年）4月 - 札幌市に支店を設置。
- 1948年（昭和23年）4月 - 科学教材カタログ - 科学教材部を設置。
- 1950年（昭和25年）3月 - （東京）内田洋行と（大阪）内田洋行が合併。
- 1951年（昭和26年）6月 - 福岡市瓦町に福岡支店を設置。
- 1962年（昭和37年）9月 - 電子計算機事業部を設置。ユーザック電子計算機を発表。
- 1963年（昭和38年）3月 - 貿易事業部を設置。
- 1964年（昭和39年）1月 - 東京証券取引所、大阪証券取引所の市場第二部に上場。
- 1967年（昭和42年）
  - 9月 - 大阪市に大阪第1物流センターを建設。
  - 12月 - 福岡市音羽町に福岡支店を建設、移転。
  - 12月 - 東北ユーザック株式会社（現・連結子会社）を設立。
- 1969年（昭和44年）
  - 8月 - 神奈川県藤沢市に湘南物流センターを建設。
  - 12月 - 東京証券取引所、大阪証券取引所の市場第一部銘柄に指定。
- 1971年（昭和46年）11月 - 東京都中央区新川に本社を建設、移転。
- 1972年（昭和47年）3月 - 富士通と業務提携。
- 1973年（昭和48年）8月 - 米国にウチダ・オブ・アメリカCorp.（現・連結子会社）を設立。
- 1979年（昭和54年）
  - 3月 - 日本オフィスメーション株式会社（現・連結子会社）を設立。
  - 11月 - 札幌市に札幌物流センターを建設。
- 1981年（昭和56年）11月 - 船橋市に京葉第1物流センターを建設。
- 1983年（昭和58年）9月 - 大阪証券取引所において貸借取引銘柄に選定。
- 1985年（昭和60年）7月 - 現在地に大阪支店（第1期工事）を建設、移転。
- 1987年（昭和62年）1月 - 株式会社内田洋行・コンピューター・エンジニアリングとウチダサービス株式会社が合併し、ウチダエスコ株式会社（現・連結子会社）に商号変更。
- 1988年（昭和63年）9月 - マレーシア国にウチダエムケーSDN.BHD.（現・連結子会社）を設立。
- 1989年（平成元年） 3月 - 福岡市博多区に九州支社を建設、移転。
- 1989年（平成元年） 4月 - ウチダコンピュータシステムとウチダオフィスメーションが合併し、ウチダユニコム株式会社（現・連結子会社）に商号変更。
- 1990年（平成2年）10月 - ウチダ事務機サービス、内田設備工業、内田ピーエスが合併し、株式会社ウチダテクノサービスに商号変更（現・ウチダテクノ。連結子会社）。
- 1991年（平成3年）
  - 7月 - 日本金属精工と三和が合併し、株式会社サンテック（現・連結子会社）に商号変更。
  - 12月 - 東京証券取引所において貸借取引銘柄に選定。
- 1992年（平成4年）
  - 1月 - 内田興産とマービー化工が合併し、株式会社マービー（現・連結子会社）に商号変更。
  - 3月 - 大阪支店第2期工事完成。
  - 4月 - 株式会社ユウエヌエイを設立（現・ウチダデータ。連結子会社）。
- 1994年（平成6年）6月 - 愛知県犬山市に犬山物流センターを取得。
- 1995年（平成7年）
  - 3月 - エッグヘッドウチダ株式会社を設立（現・ウチダスペクトラム、連結子会社）。
  - 5月 - 東京都江東区潮見に事務所を賃借し、本部潮見オフィスを設置（潮見コヤマビル、現在のDSBグループ潮見ビル）。
  - 6月 - ウチダインフォメーションテクノロジー株式会社（現・連結子会社）を設立。
  - 7月 - 日本綜合配送株式会社とウチダ総合物流株式会社が合併し、株式会社オリエント・ロジに商号変更。
- 1996年（平成8年）4月 - 株式会社ウチダ人材開発センタ（現・連結子会社）を設立。
- 1997年（平成9年）
  - 4月 - ウエダコンピュータシステム株式会社（現・ウチダソリューションズ京都）に資本参加。
  - 7月 - 東海オフィスメーション、北陸ユーザック、ウチダシステムが合併し、株式会社オフィスブレイン（現・連結子会社）に商号変更。
- 1998年（平成10年）3月 - 日本証券業協会にウチダエスコの株式を店頭登録（平成16年12月、ジャスダック証券取引所に上場）。
- 2000年（平成12年）
  - 3月 - 湘南物流センターを売却。
  - 11月 - 株式交換によりキャビン工業株式会社の全株式を取得。
- 2003年（平成15年）
  - 5月 - 城東物流センター（旧・大阪第1物流センター）を売却。
  - 8月 - 連結子会社であるサンテックの会社分割により株式会社太陽技研（現・連結子会社）を設立。
- 2005年（平成17年）11月 - 茨城県稲敷市に江戸崎物流センターを建設（現在は持分法適用会社である江戸崎共栄工業株式会社内に所在）。
- 2006年（平成18年）4月 - 韓国釜山に釜山新港物流センターを開設。
- 2010年（平成22年）
  - 2月 - 事務所を賃借し、九州支店を移転。
  - 2月 - 本部潮見オフィスを閉鎖。現在地に事務所を賃借し、清澄オフィス・東陽町オフィス・冬木オフィスを設置。
  - 3月 - 航空自衛隊事務用品発注官製談合事件が発覚。防衛省により、公正取引委員会から1年間指名停止処分を受けた。
- 2011年（平成23年）11月 - 現在地に新川第2オフィスを建設、東京地区の拠点を再配置。
- 2012年（平成24年）3月 - 冬木オフィスを閉鎖。
- 2013年（平成25年）7月 - 東京ウチダシステム、大阪ウチダシステム、ウチダシステムソリューション、九州ウチダシステム（非連結子会社）が合併し、株式会社ウチダシステムズ（現・連結子会社）に商号変更。
- 2014年（平成26年）
  - 7月 - 内田洋行ITソリューションズ、内田洋行ITソリューションズ西日本が、内田洋行ITソリューションズ（現・連結子会社）を存続会社として合併。
  - 7月 - グーテンベルグ、ウチダインフォメーションテクノロジーが合併し、株式会社内田洋行ビジネスエキスパート（現・連結子会社）に商号変更。

## 主な事業
- 公共関連事業
- オフィス関連事業
- 情報関連事業

### オフィス家具
什器と呼ばれるオフィス家具の販売大手。オフィス家具分野では業界大手のコクヨ・オカムラに次ぎ、情報と環境の融合情環分野に力を入れている。アメリカ合衆国最大手のスチール家具メーカー、スチールケース社の商品の輸入販売も行う。
- リープチェア
- D-MOLO
- プロジェクションテーブル（タンジブルテーブル）

### 学校教材
学校教材や学校向けコンピューターの販売。理科実験器具等の教材は代理店販売が多く、コンピューター関連は直販が多い。
- ウチダ小学校カタログ
- ウチダ中学校カタログ
- ウチダ特別支援教育カタログ
- ウチダ教育用PCソフトカタログ
- ウチダ施設設備カタログ
- UCHIDAS（学校向け消耗品通販）
- EduMall（学校向け教育コンテンツ配信サービス）
- ウチダ施設設備総合カタログ
- L-Gate（学校向け学習eポータル）

### 情報システム
中堅中小企業向け統合パッケージソフトであるスーパーカクテル等を開発・販売している。
- USAC
- スーパーカクテルシリーズ
- スーパーカクテルFOODｓ
- スーパーカクテルFOODｓ店舗販売
- スーパーカクテル物流

### R&D部門
- 教育総合研究所
- 知的生産性研究所
- プロダクト企画部
- コンテンツ企画部
- 商品開発部

## 本社所在地
- 〒104-8282 - 東京都中央区新川2丁目4番7号（新川オフィス。登記上の本社）
- 〒135-0033 - 東京都中央区新川2丁目3番9号（新川第2オフィス）
- 〒135-0016 - 東京都江東区東陽2丁目3番25号 - 住生興和東陽町ビル（東陽町オフィス）

## 連結子会社
- 株式会社内田洋行ITソリューションズ
- ウチダ・オブ・アメリカCorp.
- 株式会社内田洋行ビジネスエキスパート
- ウチダエスコ株式会社
- ウチダエムケーSDN.BHD
- ウチダスペクトラム株式会社
- 株式会社ウチダテクノ
- 株式会社ウチダ人材開発センタ -
- 株式会社サンテック
- 株式会社太陽技研
- 株式会社ウチダシステムズ -
- パワープレイス株式会社
- 株式会社ハンドレッドシステム
- 株式会社マービー
- 株式会社ウチダビジネスソリューションズ
- 内田洋行グローバル株式会社

### ウチダ人材開発センタ
本社
東京都墨田区（横網1-6-1 - 国際ファッションセンタービル7階）。
事業内容
IT教育、ヒューマンスキル教育、新人技術者研修、教育研修事業。一般労働者派遣事業。アウトソーシング受託など。コンピュータトレーニングセンター認定としては、Lotus認定トレーニングセンター（LAEC）、ORACLE認定教育センター、Microsoft認定教育センター（CTEC）、Microsoft official Training School（MOTS）、ITCプロフェッショナル特別認定用専門知識研修コース開催研修機関、インフォテリア社XML認定教育センター（ICEC）、VUE公開テストセンターなどに認定されている。
発足当初より、ウチダグループ企業及び販売代理店の外、一般企業の人材も対象にした各種研修及びシステム技術者を対象としたIT関連教育、そして人材派遣を行う人材育成、活用の専門会社としていた。
- 1988年（昭和63年）- 人材派遣業を目的として株式会社アプロスを設立。
- 1995年 - 内田洋行の人事部人材開発センターを受け入れ、株式会社アプロスにて研修事業を開始。
- 1996年 - 株式会社ウチダ人材開発センタを設立し、アプロスの研修事業、人材派遣業を引き継ぐ。「アプロス」は商標としてウチダ人材開発センタのパソコンスクールで使用。
- 1995年に千葉県の幕張新都心に開設された本社研修センターで、個人向けに多様なトレーニングコースを常時開講。いっぽうで特定企業向けの専用コースも開設。
- 2002年、銀座オフィスを開設。
- 2004年、銀座オフィスに本社機能を移転する。
- 2014年、両国の国際ファッションセンタービルに本社機能を移転する。

## その他
- テレビドラマ・映画の『踊る大捜査線』の舞台となった湾岸署の外観とエントランスは、東京都江東区の潮見コヤマビル（後にDCBグループ潮見ビルに改称）内にあった潮見オフィス（2010年2月15日まで入居していた）でロケ撮影された。刑事課のシーンは、連ドラの初期の頃はフジテレビ本社屋内のV4スタジオ（お台場移転後、最初の本社屋での収録作品である）、以降は東宝スタジオにて撮影を行う形。
- 教育者向けポータルサイト学びの場.comも運営している。
- 元社長、内田憲民がマジックインキの発案・企画にかかわった。